# Caroline Smith
Caroline "Carol" Smith, född 21 juli 1906 i Cairo i Illinois, död 11 november 1994 i Las Vegas i Nevada, var en amerikansk simhoppare.
Smith blev olympisk guldmedaljör i höga hopp vid sommarspelen 1924 i Paris.